# Fredede fortidsminder i Gladsaxe Kommune
Denne liste over fredede fortidsminder i Gladsaxe Kommune viser alle fredede fortidsminder i Gladsaxe Kommune. Listen bygger på data fra Kulturarvsstyrelsen.
| Stednavn               | Type                  | Datering                          | Seværdighed (Verdensarv, National, Lokal, Nej) | ID (Link til Kulturarv.dk) | Koordinater                                   | Billede     | Bemærkning |
| ---------------------- | --------------------- | --------------------------------- | ---------------------------------------------- | -------------------------- | --------------------------------------------- | ----------- | ---------- |
| Aldershvile slotsruin  | Herregårdsanlæg/Slot  | Nyere tid (ca. 1661 til 2009)     | Nej                                            | 96119                      | 55°46′10″N 12°27′06″Ø / 55.76934°N 12.45156°Ø | Upload foto |            |
| Bagsværd Fort          | Fæstningsanlæg        | Nyere tid (ca. 1850 til 1920)     | Nej                                            | 173734                     | 55°45′13″N 12°28′10″Ø / 55.75355°N 12.46934°Ø | Upload foto |            |
| Buddinge Batteri       | Fæstningsanlæg        | Nyere tid (ca. 1850 til 1920)     | Nej                                            | 173735                     | 55°44′21″N 12°30′02″Ø / 55.73906°N 12.50044°Ø | Upload foto |            |
| Espehøj                | Rundhøj               | Oldtid (ca. -250000 til 1066)     | Nej                                            | 96077                      | 55°44′54″N 12°28′18″Ø / 55.74846°N 12.47159°Ø | Upload foto |            |
| Garhøi                 | Rundhøj               | Oldtid (ca. -250000 til 1066)     | Lokal                                          | 96084                      | 55°43′45″N 12°30′20″Ø / 55.72916°N 12.50561°Ø | Upload foto |            |
| Gladsaxe Fort          | Fæstningsanlæg        | Nyere tid (ca. 1850 til 1920)     | Nej                                            | 173733                     | 55°44′19″N 12°27′23″Ø / 55.73859°N 12.45651°Ø | Upload foto |            |
| Kirsebærhøj            | Rundhøj               | Oldtid (ca. -250000 til 1066)     | Nej                                            | 96080                      | 55°44′34″N 12°28′38″Ø / 55.74281°N 12.47730°Ø | Upload foto |            |
| Mørkhøjgaard           | Dysse eller jættestue | Stenalder (ca. -3950 til -2801)   | Nej                                            | 96089                      | 55°44′11″N 12°28′24″Ø / 55.73647°N 12.47341°Ø | Upload foto |            |
| Sneglehøi              | Rundhøj               | Oldtid (ca. -250000 til 1066)     | Lokal                                          | 96086                      | 55°43′55″N 12°27′22″Ø / 55.73198°N 12.45623°Ø | Upload foto |            |
| Store Hareskov/Afd.164 | Langhøj               | Stenalder (ca. -3950 til -2801)   | Lokal                                          | 96088                      | 55°45′54″N 12°25′51″Ø / 55.76497°N 12.43085°Ø | Upload foto |            |
| Store Hareskov/Afd.164 | Dysse eller jættestue | Stenalder (ca. -3950 til -2801)   | Lokal                                          | 96088                      | 55°45′54″N 12°25′51″Ø / 55.76497°N 12.43085°Ø | Upload foto |            |
| Svenske Vold           | Forsvarsvold          | Historisk Tid (ca. 1067 til 2009) | Nej                                            | 96120                      | 55°45′40″N 12°25′14″Ø / 55.76124°N 12.42056°Ø | Upload foto |            |
| Tinghøj Batteri        | Befæstning            | Historisk Tid (ca. 1067 til 2009) | Nej                                            | 190896                     | 55°44′07″N 12°29′30″Ø / 55.73518°N 12.49173°Ø | Upload foto |            |